# Leptanilla africana
Leptanilla africana är en myrart som beskrevs av Baroni Urbani 1977. Leptanilla africana ingår i släktet Leptanilla och familjen myror. Inga underarter finns listade i Catalogue of Life.